# The Headbangers
The Headbangers es un tag team de lucha libre profesional compuesto por Charles "Mosh" Warrington y Glen "Thrasher" Ruth, famoso por sus apariciones en la World Wrestling Federation. El equipo trabaja actualmente en Ring of Honor bajo el nombre de The Guardians of Truth.

## Historia

### Smoky Mountain Wrestling (1995)
En 1996, Glen Ruth y Charles Warrington debutaron en Smoky Mountain Wrestling, compitiendo mayoritariamente en parejas. Allí ganaron los Campeonatos por Parejas de la SMW contra The Thugs (Dirty White Boy & Tracy Smothers), pero los perdieron una semana más tarde contra ellos.

### World Wrestling Federation (1996-2000)

#### 1996-1998
El equipo apareció en la WWF el 15 de enero de 1996 en Raw, bajo el nombre de The Spiders y con sendas máscaras negras, enfrentándose sin éxito a los Campeones por Parejas The Smoking Gunns (Bart & Billy Gunn). Poco después, fueron transferidos a United Stated Wrestling Association, donde intentaron conseguir infructuosamente los Campeonatos por Parejas de la USWA. Tras ello, dejaron la USWA y comenzaron a aparecer en empresas independientes como Insane Championship Wrestling, ganando los Campeonatos por Parejas de ICW y de MEFW. Poco más tarde, fueron de nuevo contratados por la WWF.
El dúo debutó en televisión siendo llamados Flying Nuns, con el gimmick de un dúo de monjas. Vestidos con tocas y hábitos, los dos protagonizaban segmentos en los que aparecían predicando y rezando en iglesias. El 4 de enero de 1997, en Shotgun Saturday Night, Flying Nuns derrotaron a The Godwinns (Henry O. Godwinn & Phineas I. Godwinn), tras lo cual Brother Love se convirtió en su mánager y cambiaron el nombre a Sisters of Love.
El gimmick duró poco, ya que en enero de 1997 cambiaron su nombre a The Headbangers, llamándose individualmente Mosh y Thrasher. Su imagen ahora era la de una pareja de metaleros, llevando piercings, cabezas rapadas y pintura facial negra. Además, para aumentar su vistosidad, Mosh y Thrasher empezaron a llevar ropa femenina sobre la suya, usando el lema "Real men wear skirts" (Los hombres de verdad llevan vestidos).
The Headbangers empezaron como heels, llevando un boombox al ring para atacar con él a sus oponentes, y más tarde como faces tuvieron un feudo con The Godwinns, así como con Doug Furnas & Phil Lafon. También se enfrentaron a The Legion of Doom en su retorno el 24 de febrero, acabando en un doble cuenta fuera. En WrestleMania 13, The Headbangers ganaron un 4-way elimination match por una oportunidad por loa Campeonatos en Parejas, que ganarían en In Your House 17 debido a una interferencia de Steve Austin. Posteriormente, se enfrentaron a New Age Outlaws en su combate de debut el 20 de octubre y entraron en un feudo con ellos por el resto del año.

#### 1999-2000
The Headbangers iban a competir en Royal Rumble en 1999, pero fueron lesionados antes del evento. como consecuencia, fueron usados esporádicamente por el resto del año. Mosh fue convertido en Beaver Cleavage y más tarde en Chaz, teniendo problemas con su (kayfabe) novia Marianna Komlos. De hecho, Chaz fue arrestado en un episodio de Sunday Night Heat en septiembre por una (también kayfabe) acusación de maltrato. Después del combate de Chaz del 5 de octubre, Thraser fue mostrado en backstage pintando falsos moratones a Mariana. Esto demostró que las acusaciones eran falsas, y subsecuentemente se reunieron, volviendo a llamarse Warrington Mosh. Tomaron un gimnick en el que se vestían como sus oponentes, teniendo feudos con Dudley Boyz y Mean Street Posse. El dúo volvió a ser heel y comenzaron a vestirse con vestidos y ropa femenina encima de la suya, en un gesto más bien caricaturesco.
Mosh solo entró en la edición de 2000 de Royal Rumble; sin embargo The Headbangers siguieron luchando por parejas. Ambos participaron en la battle royal por el Campeonato Hardcore en WrestleMania 2000, donde Thrasher tuvo el campeonato por 43 segundos. El equipo continuó enfrentándose a Too Cool y T & A hasta mediados de 2000. Entonces el dúo se separó, uniéndose Mosh, ahora llamado Chaz, a D'Lo Brown para formar Lo Down.
Thrasher fue liberado de su contrato en 2000 y siguió luchando en promociones independientes. Por su parte, Chaz fue liberado en julio de 2001.

#### Críticas
Años después de su salida de la compañía, The Headbangers fueron criticados por la WWE. Por ejemplo, en un artículo de junio de 2007 de WWE Magazine sobre la historia de los campeonatos, los Headbangers fueron referidos como no dignos de haber poseído los Campeonatos por Parejas.
En el Raw 15th Anniversary de WWE Magazine se incluyó una lista de 15 luchadores que habían decepcionado después de su bienvenida a la WWE. The Headbangers se encontraron en el segundo lugar, por detrás de Scott Steiner.

### Circuito independiente (2009-presente)
Mosh y Thrasher se reunieron por primera vez en diez años en la Baltimore Pro Wrestling Expo el 14 de noviembre de 2009, pero el evento fue cancelado.
Los Headbangers hicieron su debut para Championship Wrestling Entertainment (CWE) compitiendo en un combate de triple amenaza en Wrestlefest 2015. En 2016 hicieron su debut para Fighting Evolution Wrestling. El 31 de marzo de 2017 derrotaron a Cryme Tyme en Fighting Evolution Wrestling en Orlando, Florida. Más tarde, ese mismo año, fueron a Australia para luchar por la World Series Wrestling y se pelearon con The Basso Brothers.

### Ring of Honor (2012-2016)
Ingresaron a Ring of Honor con identidades desconocidas, utilizando máscaras haciéndose llamar The Guardians of Truth, ingresando al stable de Truth Martini conocido como The House of Truth y comezando una rivalidad con The Briscoes, siendo derrotados por estos en el evento Best in the World: Hostage Crisis en el mes de junio, posteriormente perderían también en la revancha en una de las grabaciones de ROH para televisión. Finalmente en la transmisión del 27 de octubre de ROH TV, abandonaron The House of Truth y se desenmascararon para revelar sus verdaderas identidades como The Headbangers en frente de The Briscoes.

### World Wrestling Entertainment (2016)
Recientemente anunciaron que volveran a WWE en la marca de Smackdown Live, en el episodio del 30 de agosto. En el mismo, participaron del torneo para coronar a los primeros Campeones de Parejas de Smackdown, siendo eliminados en primera ronda por Heath Slater y Rhyno ganando el torneo estos últimos.
El 1 de noviembre el equipo reaparece, ahora participando por un lugar en el equipo de parejas de Smackdown en Survivor Series, perdiendo ante The Usos, el 15 de noviembre, el equipo aparece para hacer equipo con The Vaudevillains y The Ascension perdiendo ante The Usos, Hype Bros y Breezango

## En lucha
- Movimientos de firma
  - Stage Dive[1] (Combinación de falling powerbomb de Mosh y diving leg drop de Thrasher)
  - Aided superbomb[21]

- Movimientos de firma
  - Aided diving crossbody, a veces hacia fuera del ring[22]
  - Combinación de atomic drop de Mosh y dropkick de Thrasher[23]
  - Combinación de Irish whip de Mosh y flying clothesline de Thrasher[24][25]
  - Double back body drop después de un double Irish whip contra las cuerdas[23]
  - Double belly to back suplex
  - Double clothesline[23]
  - Double flapjack después de un double Irish whip contra las cuerdas[21][26][25]
  - Double vertical suplex[21][26][24]
  - Falling powerbomb de Mosh a Thrasher lanzándolo en un aided senton[27]
  - Leapfrog body guillotine[27][26][24]
  - Simultáneos Irish whips de Mosh y Thrasher lanzando a un oponente contra otro[26]
  - Superplex de Mosh seguido de diving splash de Thrasher[22]

## Campeonatos y logros
- Atomic Revolutionary Wrestling
  - ARW Tag Team Championship (1 vez, actual)[28]

- Coastal Championship Wrestling
  - CCW Tag Team Championship (1 vez)

- Fighting Evolution Wrestling
  - FEW Tag Team Championship (2 veces, actual)[29][30]

- Heartland Wrestling Association
  - HWA Tag Team Championship (1 vez)[31]

- Insane Championship Wrestling
  - ICW Streetfight Tag Team Championship (1 vez)[1]

- Main Event Championship Wrestling
  - MECW Tag Team Championship (1 vez)[1]

- Maryland Championship Wrestling
  - MCW Tag Team Championship (1 vez)

- New England Wrestling Federation
  - NEWF Tag Team Championship (3 veces)[1]

- Smoky Mountain Wrestling
  - SMW Tag Team Championship (1 vez)[2]

- Texas Wrestling Alliance
  - TWA Tag Team Championship (1 vez)[32]

- World Wrestling Federation
  - NWA World Tag Team Championship (1 vez)[33]
  - WWF Hardcore Championship (1 vez) – Thrasher
  - WWF Tag Team Championship (1 vez)[8]